# Улица Пилимо
Улица Пилимо (лит. Pylimo gatvė) — улица в Старом городе Вильнюса, одна из старейших в городе. Большей частью пролегала вдоль городской стены, чему и обязана своим названием улицы Завальной. В советское время вместе с продолжавшей её улицей Йогайлос носила название Комъяунимо («Комсомола»).

## Общая характеристика
Улица относится к староству Сянаместиса (нечётная сторона улицы, начиная с № 5, и вся чётная сторона) и староству Науяместис (№ 1). Длина улицы около 1,6 км. Домов на улице насчитывается 77, из них 76 в Сянаместисе, 1 — в Науяместисе. Проезжая часть заасфальтирована, за исключением отрезка в конце улицы от улицы Шв. Стяпоно до дома Пилимо 61, покрытого брусчаткой.

## Примечательные здания

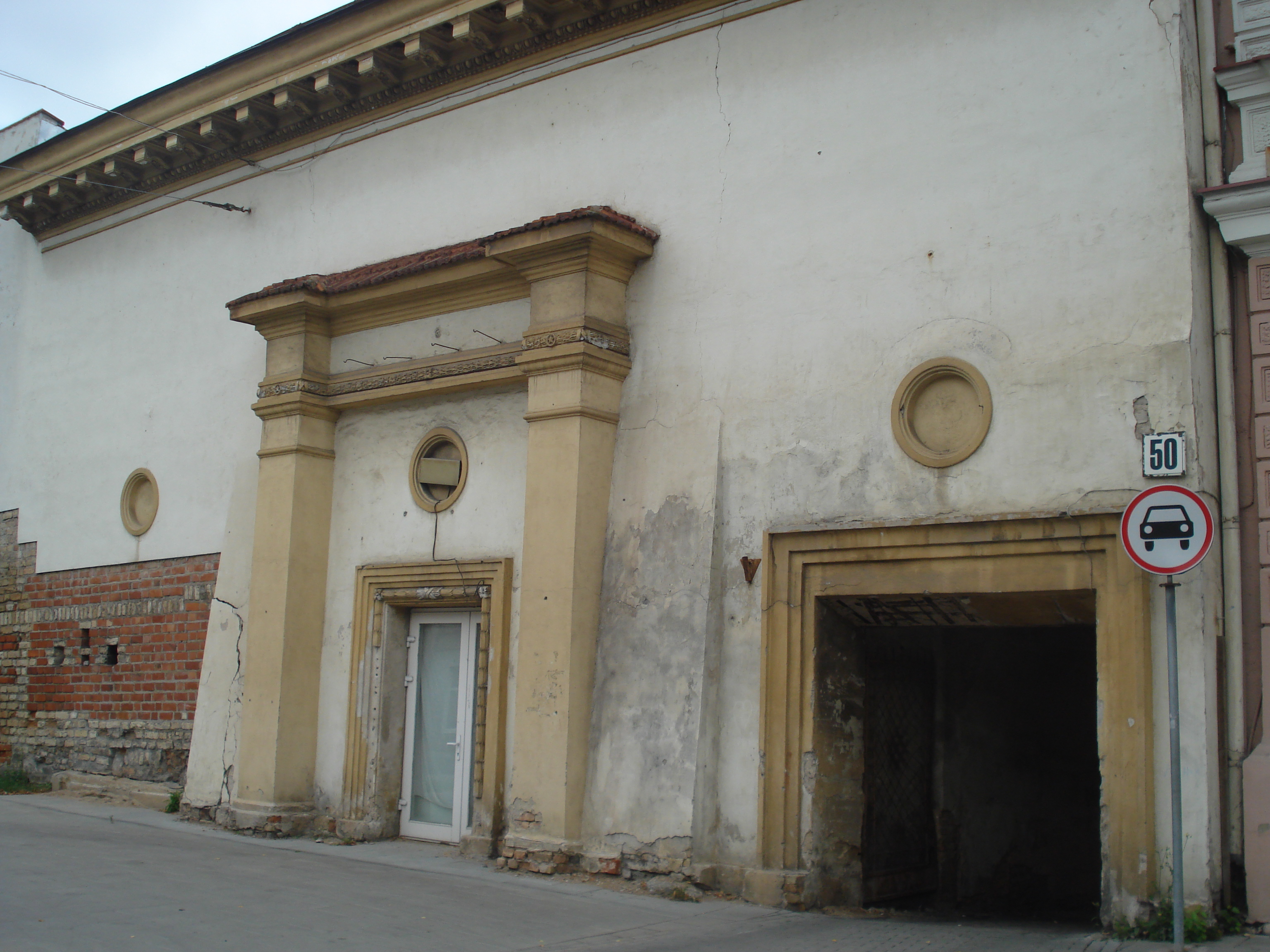
Остатки городской стены и портал (вход в бывший кинотеатр)

Остатки бывшей городской стены длиной около 40 м сохранились на углу улицы Пилимо и Руднинку, рядом с бывшим кинотеатром «Аушра». Они представляют собой готическую кладку из камня и кирпича в фундаменте и основании шириной 1,4 м, в два раза тоньше — верхняя часть с бойницами (только из красного кирпича). Стена неоштукатуренная. Крытые ниши для стрельбы расположены на расстоянии 3,7 м друг от друга; из каждой открываются три бойницы для наблюдения и стрельбы. В XVI веке со стороны города вдоль стены вела деревянная галерея. За стеной перед ней был оборонительный ров и вал. В конце XVIII века — начале XIX века, когда стена была разрушена и разобрана, ров был засыпан, вал выровнен, бойницы заложены, оставшиеся стены повышены и к ним были пристроены двухэтажные дома. В 1959 году по проекту архитектора Бронисловаса Круминиса фрагмент городской стены был расчищен, реставрирован и законсервирован. 

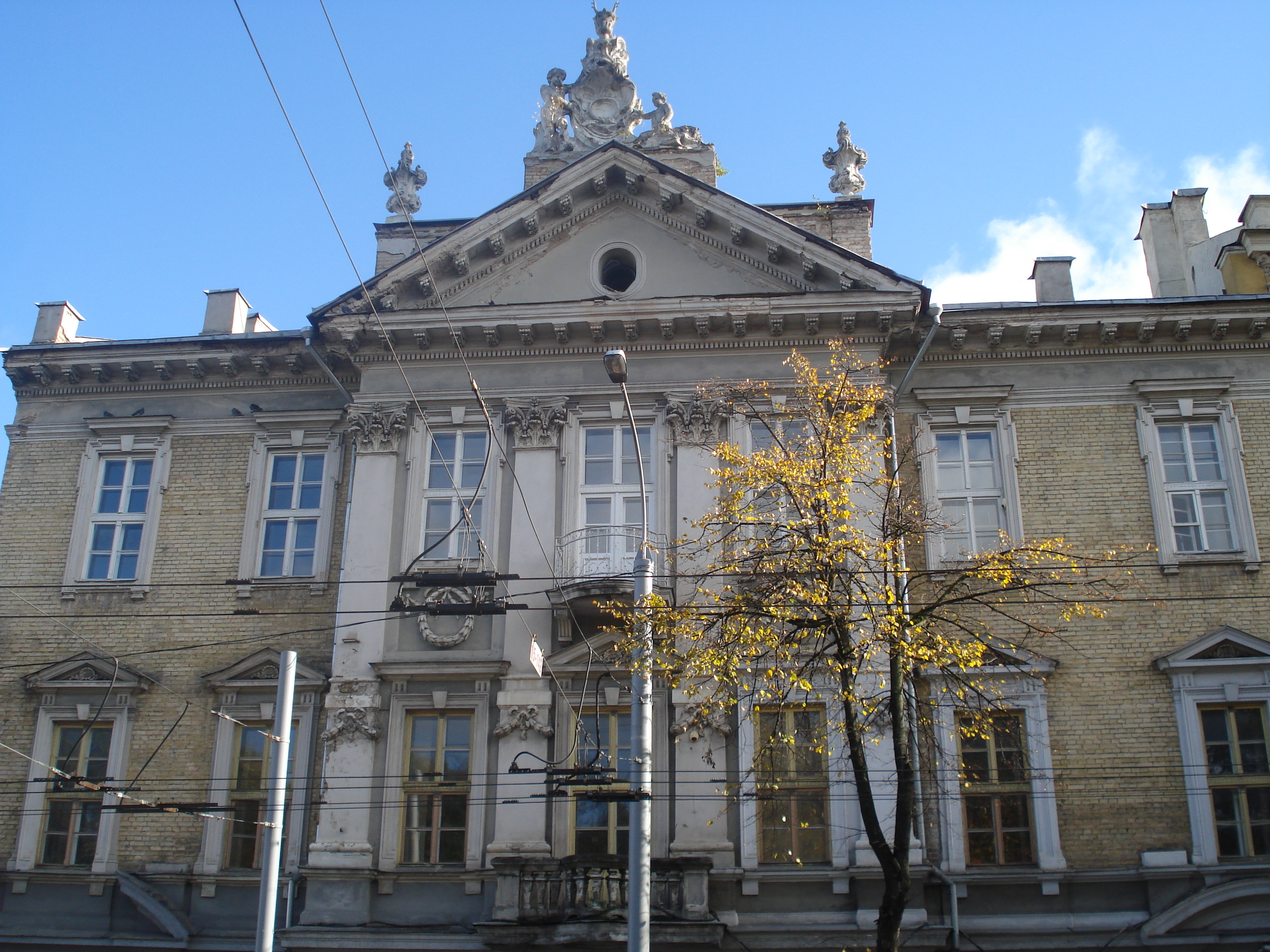
Еврейский музей

На улице располагаются Государственный еврейский музей имени Виленского Гаона (Пилимо 4), Евангелическо-реформатская церковь (Пилимо 18), Хоральная синагога (Пилимо 39) и другие примечательные в общественном отношении учреждения и выдающиеся в архитектурном отношении здания.

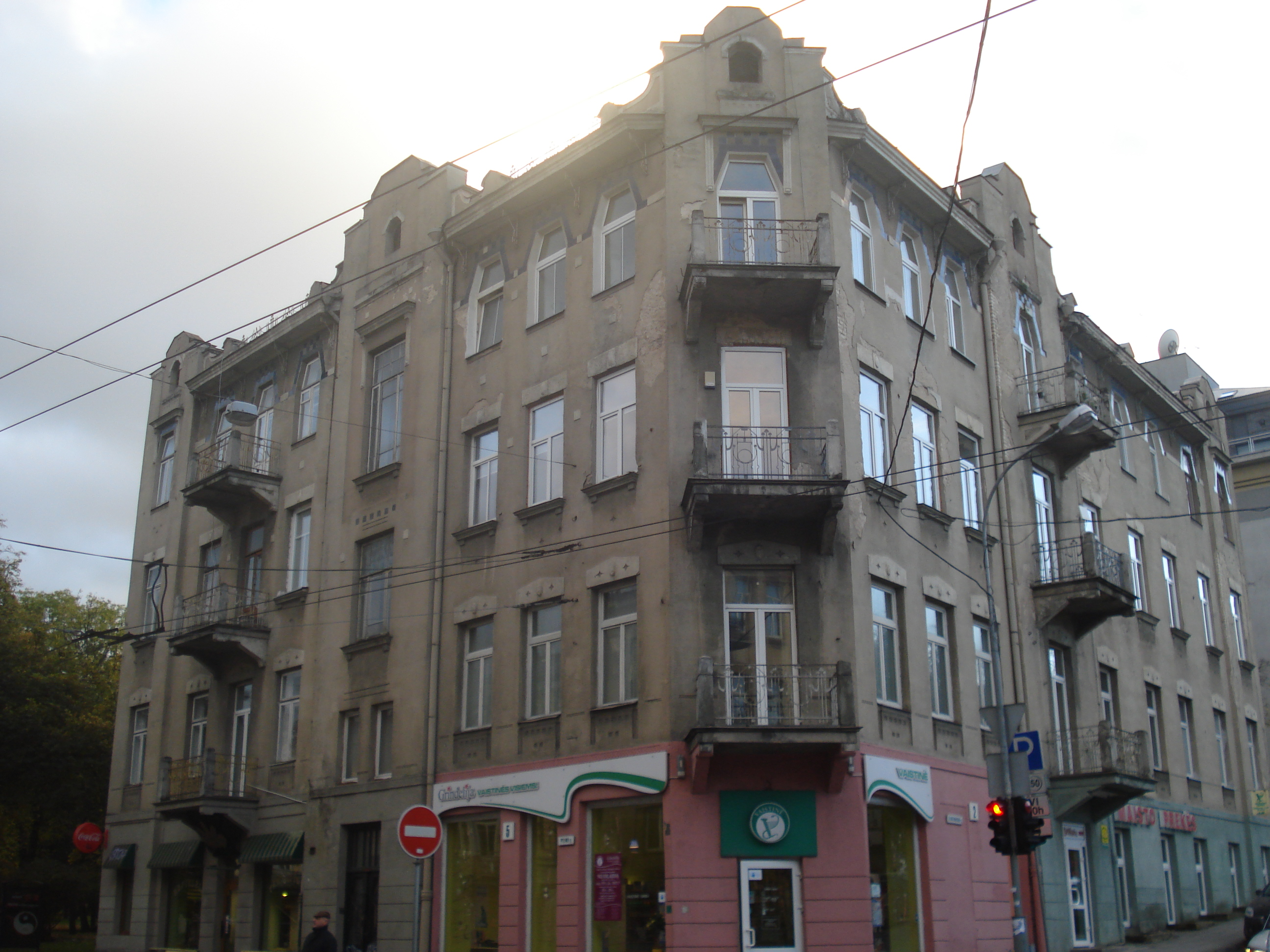
Пилимо 5

Четырёхэтажный дом с чертами стиля модерн под номером 5, на углу с улицей Калинауско, проектировал архитектор Вацлав Михневич (1910). В этом доме в 1910—1916 годах в однокомнатной квартире жила писательница Мария Ластаускене. Живя здесь, она сотрудничала с сестрой Софией Пшибиляускене (которая тоже здесь некоторое время жила в 1915 году). Пшибиляускене переводила произведения сестры с польского языка. Сёстры решили публиковать их под псевдонимом Пшибиляускене Лаздину Пеледа. Здесь же жил муж писательницы белорусский деятель Вацлав Ластовский. Небольшая комната и кухня были заполнены предметами старины и картинами, которые коллекционировал Ластовский. Из квартиры можно было попасть в белорусский книжный магазин и редакцию газеты «Наша нива». Под книжным магазином был просторный подвал, где собирались друзья семьи Ластовских — белорусские поэты Янка Купала, Змитрок Бядуля, писательница Пашкевич-Тётка, литовский поэт Людас Гира. В память о Марии Ластаускене в 1972 году на восточном фасаде дома была установлена мемориальная доска. 